# Біч-Маунтен (Північна Кароліна)
Біч-Маунтен (англ. Beech Mountain) — місто (англ. town) в США, в округах Вотоґа і Ейвері штату Північна Кароліна. Населення — 675 осіб (2020).

## Географія
Біч-Маунтен розташований за координатами 36°12′42″ пн. ш. 81°53′28″ зх. д. / 36.21167° пн. ш. 81.89111° зх. д. (36.211707, -81.891175).  За даними Бюро перепису населення США в 2010 році місто мало площу 17,27 км², з яких 17,26 км² — суходіл та 0,01 км² — водойми.

### Клімат
| Клімат : Біч-Маунтен    | Клімат : Біч-Маунтен | Клімат : Біч-Маунтен | Клімат : Біч-Маунтен | Клімат : Біч-Маунтен | Клімат : Біч-Маунтен | Клімат : Біч-Маунтен | Клімат : Біч-Маунтен | Клімат : Біч-Маунтен | Клімат : Біч-Маунтен | Клімат : Біч-Маунтен | Клімат : Біч-Маунтен | Клімат : Біч-Маунтен | Клімат : Біч-Маунтен |
| Показник                | Січ.                 | Лют.                 | Бер.                 | Квіт.                | Трав.                | Черв.                | Лип.                 | Серп.                | Вер.                 | Жовт.                | Лист.                | Груд.                | Рік                  |
| Абсолютний максимум, °C | 22,8                 | 23,3                 | 27,2                 | 30,0                 | 28,9                 | 30,6                 | 32,2                 | 33,3                 | 31,7                 | 27,8                 | 24,4                 | 23,3                 | 33,3                 |
| Середній максимум, °C   | 4                    | 7                    | 11                   | 15                   | 19                   | 23                   | 25                   | 24                   | 22                   | 17                   | 12                   | 7                    | 15,5                 |
| Середня температура, °C | −1,5                 | 0,5                  | 4,5                  | 8,5                  | 13                   | 17,5                 | 19,5                 | 18,5                 | 16                   | 10                   | 5,5                  | 1                    | 9,5                  |
| Середній мінімум, °C    | −7                   | −6                   | −2                   | 2                    | 7                    | 12                   | 14                   | 13                   | 10                   | 3                    | −1                   | −5                   | 3,4                  |
| Абсолютний мінімум, °C  | −35                  | −25                  | −22,8                | −11,7                | −5                   | −2,8                 | 2,2                  | 1,1                  | −2,8                 | −13,3                | −20                  | −28,9                | −35                  |
| Норма опадів, мм        | 107                  | 97                   | 124                  | 106                  | 120                  | 117                  | 111                  | 110                  | 103                  | 91                   | 95                   | 81                   | 1262                 |
| ----------------------- | -------------------- | -------------------- | -------------------- | -------------------- | -------------------- | -------------------- | -------------------- | -------------------- | -------------------- | -------------------- | -------------------- | -------------------- | -------------------- |
| Джерело: Intellicast    |                      |                      |                      |                      |                      |                      |                      |                      |                      |                      |                      |                      |                      |

## Демографія
Згідно з переписом 2010 року, у місті мешкало 320 осіб у 154 домогосподарствах у складі 98 родин. Густота населення становила 19 осіб/км².  Було 2287 помешкань (132/км²).
Расовий склад населення:
| - 97,8 % — білих - 0,9 % — корінних американців - 0,9 % — чорних або афроамериканців |

До двох чи більше рас належало 0,0 %. Частка іспаномовних становила 3,1 % від усіх жителів.
За віковим діапазоном населення розподілялося таким чином: 10,3 % — особи молодші 18 років, 66,6 % — особи у віці 18—64 років, 23,1 % — особи у віці 65 років та старші. Медіана віку мешканця становила 52,0 року. На 100 осіб жіночої статі у місті припадало 102,5 чоловіків;  на 100 жінок у віці від 18 років та старших — 99,3 чоловіків також старших 18 років.
Середній дохід на одне домашнє господарство  становив 85 252 долари США (медіана — 66 250), а середній дохід на одну сім'ю — 98 854 долари (медіана — 74 479). За межею бідності перебувало 6,1 % осіб, у тому числі 2,2 % дітей у віці до 18 років та 4,5 % осіб у віці 65 років та старших.
Цивільне працевлаштоване населення становило 174 особи. Основні галузі зайнятості: освіта, охорона здоров'я та соціальна допомога — 21,8 %, фінанси, страхування та нерухомість — 14,4 %, роздрібна торгівля — 12,6 %, мистецтво, розваги та відпочинок — 11,5 %.